# Bertholdia specularis
Bertholdia specularis là một loài bướm đêm thuộc phân họ Arctiinae, họ Erebidae.